# Swabi
Swabi es una localidad de Pakistán, en la provincia de Khyber Pakhtunkhwa.

## Demografía
Según estimación 2017 contaba con 1125367 habitantes.